# Alejandro María Estivill

Alejandro María Estivill, més conegut com a Nené Estivill, (Pontevedra, 1926 - Palma, 30 de març de 2011) fou un autor de còmics gallec, creador de personatges com Agamenón i La terrible Fifí.
Va començar la seua carrera com dibuixant professional durant els anys 50, en revistes gallegues com Camino o Potosí, per a les quals va crear les seues primeres sèries: El malvado Doctor Cianuro y su ayudante Panduro i Cañete Camarón, deportista de afición. En 1956 va ser contractat per Editorial Valenciana, i en el setmanari Jaimito, d'aquesta editorial, va publicar una nova sèrie, La Bola, així com nous lliuraments de les aventures de Cañete Camarón.
En 1958 comença a treballar per als setmanaris d'Editorial Bruguera, primer amb acudits solts, i després amb les historietes La terrible Fifí (a Pulgarcito) i Silvano Mengano (a Can Can). La primera va tenir un gran èxit i es va publicar en diverses de les revistes de còmics de Bruguera.
En 1961 apareix altre dels seus grans personatges: Agamenón, en la segona etapa de la revista Tío Vivo. Va ser una de les poques historietes de Bruguera que es va mostrar un ambient rural.
Va continuar treballant com historietista fins als anys 70.